# Henry Burr (Sportschütze)
Henry George Burr (* 21. März 1872 in London; † 20. Dezember 1946 ebenda) war ein britischer Sportschütze.

## Erfolge
Henry Burr nahm an den Olympischen Spielen 1912 in Stockholm teil, bei denen er in zwei Disziplinen antrat. Die Einzelkonkurrenz mit dem Armeegewehr auf 600 m schloss er mit 87 Punkten auf dem zehnten Rang ab. Mit dem Armeegewehr war er außerdem Teil der britischen Mannschaft, die über vier verschiedene Distanzen hinter den Vereinigten Staaten und vor Schweden den zweiten Platz belegte. Neben Burr gewannen Harcourt Ommundsen, Edward Skilton, James Reid, Edward Parnell und Arthur Fulton die Silbermedaille. Mit 266 Punkten war er gemeinsam mit Reid, Skilton und Parnell der zweitbeste Schütze der Mannschaft.